# Pictos (Era Hiboria)
Este artículo trata sobre la versión fictica de los pictos creada y desarrollada por Robert E. Howard, para los verdaderos pictos históricos ver Pictos.

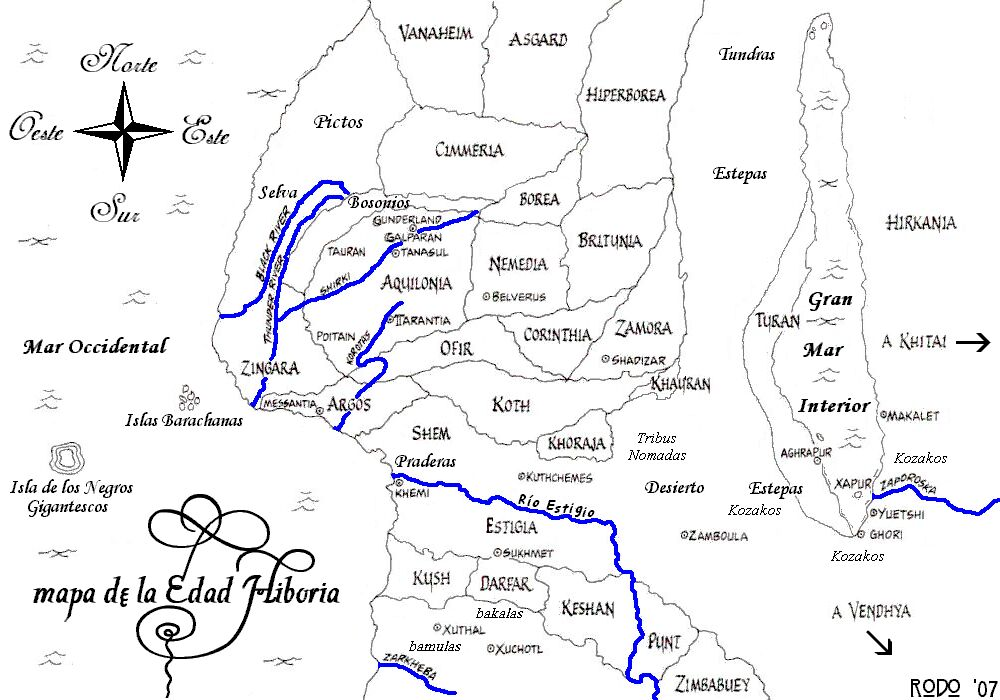
Mapa de la Edad Hiboria con la ubicación del territorio de los pictos.

Los pictos en la literatura de ficción del escritor Robert E. Howard son uno de los pueblos más importantes y más frecuentemente utilizados en sus mitos, aunque tienen importantes variantes con los pictos de la vida real, se basan en este grupo étnico de habitantes del norte de Bretaña que llegaron al archipiélago británico antes de los celtas y que acostumbraban tatuarse y pintarse la piel (de ahí el término «picto», del latín pictus que significa, literalmente, 'pintado'). 

## Historia
En la mitologías de Howard los pictos eran un pueblo salvaje que vivía a lo largo de diferentes islas en la Era Thuria bordeando el continente thurio. Fueron los pictos, junto con atlantes y lemurios los que invadieron al civilizado Imperio Acheron. Tras el Cataclismo que separó el continente Thuria una parte de los pictos quedó aislada en América siendo los indígenas americanos y otra parte se quedó hacia el norte de Brithunia siendo, por ende, los "históricos" pictos británicos. 
Los pictos tienen gran protagonismo en muchas historias. Por ejemplo, son aliados de Kull de Atlantis cuando este es rey de Valusia, aquí recibe la ayuda del guerrero picto Brule (El reino de las sombras). Luego aparecerán ampliamente en muchos de los relatos de Conan el bárbaro. 
En las historias de Conan los pictos y su interacción con pueblos conquistadores asemeja más la relación entre los colonos europeos y los indígenas americanos que entre la verdadera interacción de los pictos con sus vecinos y su versión ficticia muestra muchos paralelismos con el modelo de "salvaje noble" asociado a los amerindios en el Western. 
Sin embargo, el mayor uso que se le da a los pictos como protagonistas es en la serie de Bran Mak Morn, el rey picto que lidera a su pueblo contra la invasión romana de Britania ya en tiempos históricos. 
- Datos: Q6075179